# Rasiercreme

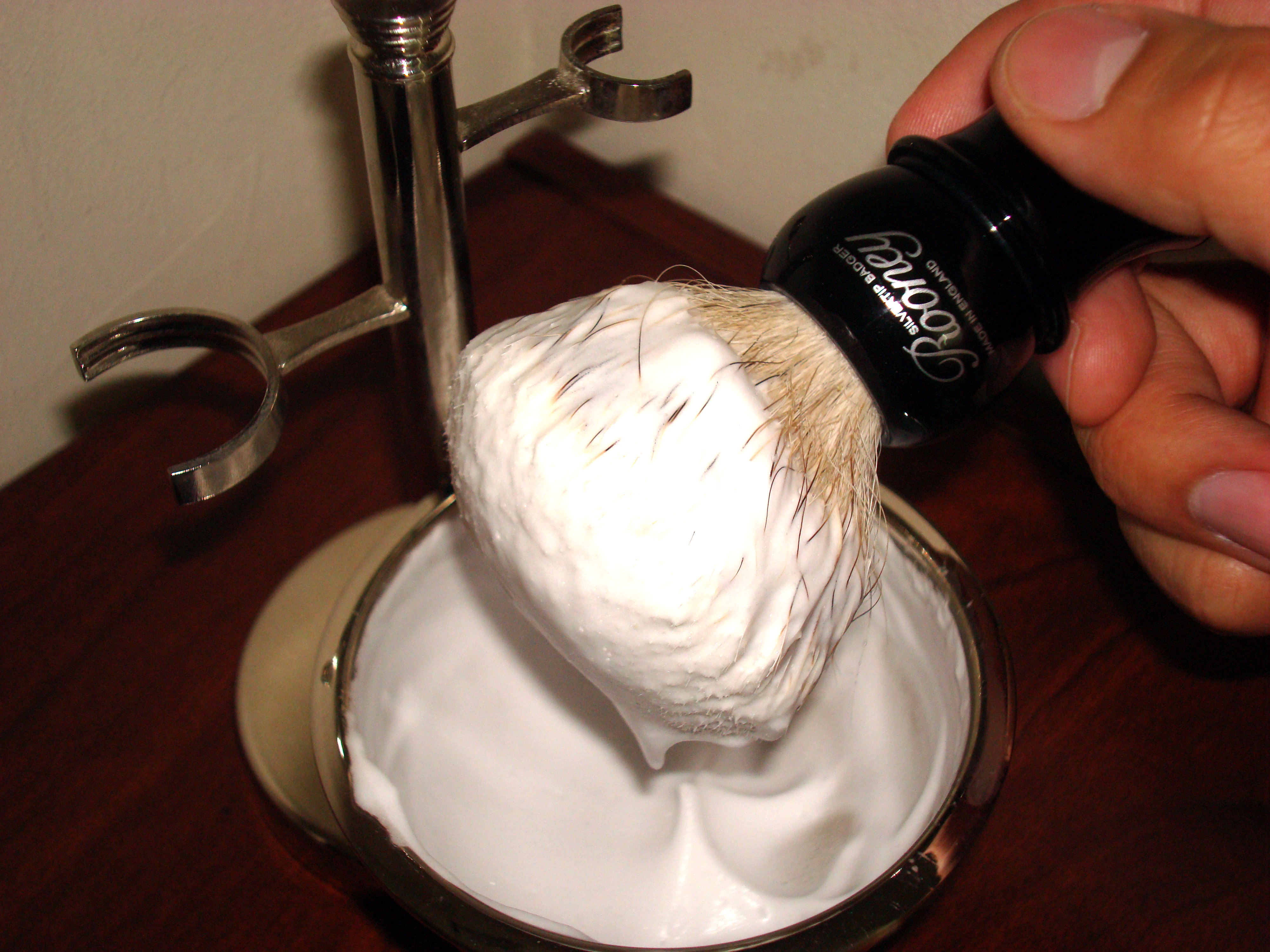
Rasiercreme mit einem Rasierpinsel

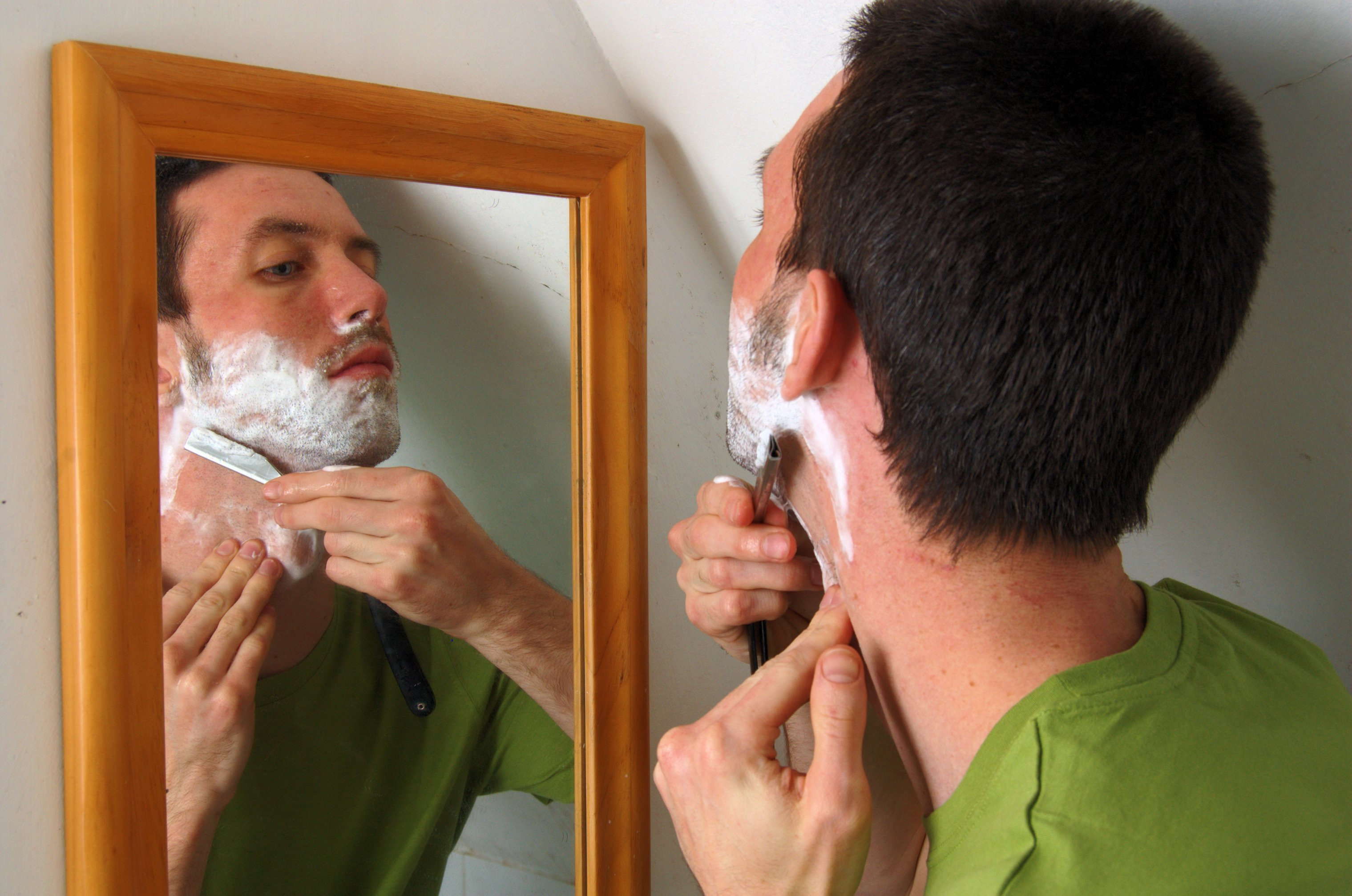
Anwendung von Rasierschaum

Rasiercreme, auch schäumende Rasiercreme oder  Rasierschaum genannt, besteht meist aus einer reinen Kaliumseife oder einem Gemisch aus Kalium- und Triethanolaminseifen. Der typische Perlmuttglanz wird durch einen Gehalt an freier Stearinsäure hervorgerufen. Oft ist noch ein Überfettungsmittel – Vaseline, Wollwachs etc. – enthalten sowie wasserbindende (d. h. feuchthaltende) Substanzen wie z. B. Glycerin oder Sorbit. Auch Duftstoffe sind ein häufiger Rezepturbestandteil.

## Nichtschäumende Rasiercreme
Nichtschäumende Rasiercremes werden vor der Rasur auf die zuvor gewaschene Haut aufgetragen, das Einseifen mit einem Rasierpinsel fällt also weg. Die Rasiercreme verhindert das Austrocknen der Haare und erleichtert die gleitende Bewegung des Rasiermessers auf der Haut. Diese Art der Rasur wird bevorzugt von Menschen mit trockener, fettarmer Haut angewandt, da so die Haut im Vergleich mit einer Seifenschaumrasur geschont wird. Nichtschäumende Rasiercremes bestehen chemisch aus überfetteten Stearatcremes mit Emulgatoren, wie z. B. Triethanolamin, nichtionischen Tensiden, Gleitmitteln (Paraffinöl, Vaseline, Wollwachs etc.), Feuchthaltemitteln (Glycerin, Sorbit etc.) und weiteren Hilfsstoffen (Alginate, Methylcellulose etc.) sowie Konservierungsmitteln.
Bedeutende Hersteller von Rasiercreme sind beispielsweise Proraso, Speick, Xerasol, Taylor of Old Bond Street und Musgo Real.

## Rasierschaum
Aerosol-Rasiercremes, auch Rasiersprays oder Rasierschäume, besitzen eine ähnliche chemische Zusammensetzung wie schäumende oder nichtschäumende Rasiercreme. Sie werden durch ein Treibgas (meist Propan-Butan) aus einer Aerosoldose auf die Hand gespritzt und durch kreisende Bewegungen auf den zu rasierenden Hautpartien verteilt. Die Verwendung von Rasiersprays ist für den Verbraucher besonders bequem und hat die Anwendung von Rasierseife sowie schäumenden und nichtschäumenden Rasiercremes bei der Nassrasur weitgehend verdrängt.
Zu den Herstellern von Sprühschaum zählen unter anderem Gillette, Procter & Gamble (mit diversen Marken), Nivea und Florena. Darüber hinaus bieten große Drogeriemarktketten, wie dm oder Rossmann auch Rasierschaum ihrer jeweiligen Eigenmarken an.